# Aeroport de Luau
|  | Aquest article tracta sobre l'aeroport antic. Vegeu-ne altres significats a «Aeroport Internacional de Luau». |

L'aeroport de Luau (codi IATA: UAL, codi OACI: FNUA) és un aeroport que serveix Luau, a la província de Moxico a Angola. Es troba vora la frontera entre Angola i la República Democràtica del Congo.
En febrer de 2015 fou inaugurat el nou Aeroport Internacional de Luau pel president d'Angola José Eduardo dos Santos. El nou aeroport es troba a 7 kilòmetres a l'oest de l'aeroport de Luau.